# Société Omnisports de l'Armée
La Société Omnisports de l'Armée (S.O.A.) és un club de futbol ivorià de la ciutat de Yamoussoukro.
El 19 de juny de 1994, SO Armee va guanyar 2-1 a ASEC, finalitzant una ratxa rècord mundial de 108 partits de lliga i copa sense perdre, de l'ASEC, des de 1989.

## Palmarès
- Lliga ivoriana de futbol: [2]
  - 2019
- Copa ivoriana de futbol: [3]
  - 1996
- Copa de la lliga ivoriana de futbol:[4]
  - 2014
- Copa Houphouët-Boigny:[5]
  - 1996